# 29. říjen
29. říjen je 302. den roku podle gregoriánského kalendáře (303. v přestupném roce). Do konce roku zbývá 63 dní. 

## Události

### Česko
- 1787 – V Praze v Nosticově divadle se uskutečnila premiéra opery Don Giovanni W. A. Mozarta.
- 1896 – Emil Kolben za pomoci několika tichých společníků zakládá komanditní společnost KOLBEN a spol., elektrotechnická továrna ve Vysočanech, která se o několik desítek let později stane spoluzákladem strojírenského gigantu ČKD.
- 1918 – V Praze začala fungovat pošta Českých skautů zajišťující v rámci Prahy spolehlivý přenos informací.
- 1928 – V Praze slavnostně otevřeli Libeňský most, spojující Holešovice s Libní, k 10.výročí vzniku Československa za účasti prezidenta T. G. Masaryka. Nesl název po tehdejším primátorovi Prahy, Karlu Baxovi.
- 1932 – Prezident republiky T. G. Masaryk jmenoval novou vládu, v jejímž čele stál Jan Malypetr, představitel republikánské (agrární) strany. Nová vláda tzv. široké koalice vycházela ze stávajícího rozložení politických sil.
- 2000 – Jiří Kajínek utekl z věznice Mírov.
- 2017 – Nad střední Evropou se přehnal Orkán Herwart, při kterém v Česku zahynuli 4 lidé.

### Svět
- 0539 př. n. l. – Kýros II. Veliký z Persie dobyl a obsadil bez boje Babylón. Osvobodil Židy a umožnil jim návrat domů.
- 0312 – Konstantin Veliký vstoupil velkolepě do Říma po vyhrané bitvě na Milvianském mostě. Tělo jeho protivníka Maxentia je vyloveno z řeky Tibery a posmrtně sťato.
- 1618 – Na žádost španělského velvyslance nechal král Jakub I. popravit Waltera Raleigha, anglického objevitele, dobrodruha a spisovatele, za přepadení španělské základny v San Tomé na Orinoku
- 1863 – 18 států se sešlo na konferenci v Ženevě, aby založili Mezinárodní červený kříž
- 1901 – V New Yorku byl popraven Leon Czolgosz, vrah prezidenta Williama McKinleyho.
- 1914 – Turecké válečné lodě vpluly do Černého moře a tím otomanská říše oficiálně vstoupila do 1. světové války
- 1918 – V Rusku byl založen Komsomol (Komunistický svaz mládeže).
- 1923 – Národní shromáždění v Ankaře vyhlásilo Tureckou republiku, prvním prezidentem se stal Mustafa Kemal, nazývaný Atatürk – Otec Turků.
- 1956 – Vypukla Suezská krize, ozbrojený konflikt na Blízkém východě proti Egyptu, který znárodnil Suezský průplav. Izrael obsadil pásmo Gazy a Sinajský poloostrov.
- 1969 – Start internetu. Proběhla první komunikace mezi dvěma vzdálenými počítači. První host-to-host spojení Arpanet bylo uskutečněno mezi UCLA a SCRI v Kalifornii
- 1998
  - Na misi STS-95 odstartoval raketoplán Discovery mj. se 77letým Johnem, tehdy nejstarším člověkem ve vesmíru.
  - Ve švédském Göteborgu zemřelo při požáru na diskotéce 63 osob a dalších 213 bylo zraněno.
- 2004
  - Norodom Sihamoni byl korunován novým králem Kambodže.
  - Vrcholní představitelé 25 členských zemí Evropské unie v Římě slavnostně podepsali návrh ústavní smlouvy EU. První ústava EU vstoupí v platnost poté, co ji ratifikuje všechny členské země EU.
  - Televize al-Džazíra odvysílala videozáznam projevu Usámy bin Ládina k Američanům (přepis projevu v angličtině, překlad do češtiny).
  - Vážně nemocný Jásir Arafat byl převezen do vojenské nemocnice v Paříži.
- 2012 – Hurikán Sandy zasáhl východní pobřeží Spojených států amerických. Vyžádal si více než 200 lidských životů.
- 2015 – Čína ukončila politiku jednoho dítěte, praktikovanou od roku 1979.
- 2022 – Při oslavě Halloweenu zemřelo v Soulu při hromadné tlačenici 159 osob.

## Narození

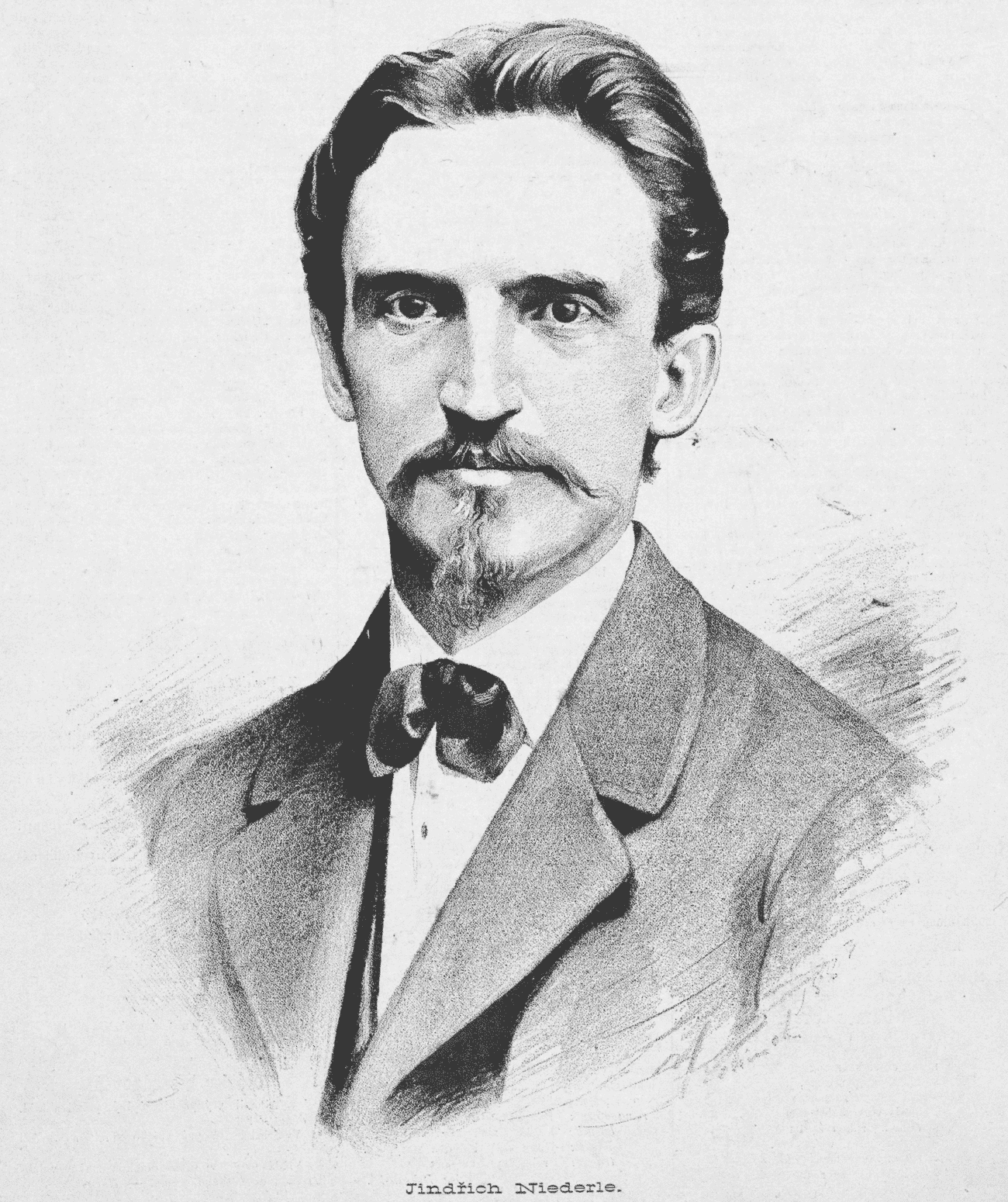
Jindřich Niederle (* 1840)

### Česko
- 1785 – Josef Ringhoffer, mědikovecký mistr a podnikatel († 6. března 1847)
- 1830 – Karel Navrátil, český kněz a historik († 14. září 1887)
- 1836 – Karel Nedbal, advokát a hudebník († 26. února 1889)
- 1840 – Jindřich Niederle, filolog a překladatel z řečtiny († 8. září 1875)
- 1852 – Karel Fořt, český ovocnář († 12. června 1926)
- 1861 – Josef Bartoš, český hudební skladatel († 14. ledna 1924)
- 1865 – Karl Eugen Schmidt, československý politik německé národnosti († 22. října 1948)
- 1887 – Josef Jambor, český malíř, krajinář († 17. září 1964)
- 1893 – Josef Čuba, člen protikomunistického odboje († 4. září 1951)
- 1895 – Josef Kohout, český hudební skladatel a pedagog († 12. února 1958)
- 1902 – Rudolf Col, katolický teolog a biblista († 21. srpna 1964)
- 1905 – Vladimír Hlavatý, český herec († 27. října 1992)
- 1906 – Bohumír Strnadel-Četyna, spisovatel a novinář († 11. ledna 1974)
- 1926
  - Antonín Bartoněk, filolog († 30. května 2016)
  - Vladimír Ptáček, herec a scenárista († 5. prosince 1985)
- 1929 – Evžen Plocek, dělník, který se upálil na protest proti okupaci Československa († 9. dubna 1969)
- 1930 – Josef Janík, český divadelní režisér († 11. ledna 2013)
- 1932 – Eva Košlerová, dramaturgyně, redaktorka a autorka pohádkových her
- 1933
  - Miloš Hlavica, český herec a malíř († 12. srpna 2015)
  - Miloslav Nevrlý, zoolog, publicista, spisovatel, cestovatel
- 1942 – Antonín Sládek, český malíř († 31. října 2009)
- 1957 – František Černý, zpěvák, kytarista a herec
- 1976 – Markéta Šichtařová, ekonomka

### Svět

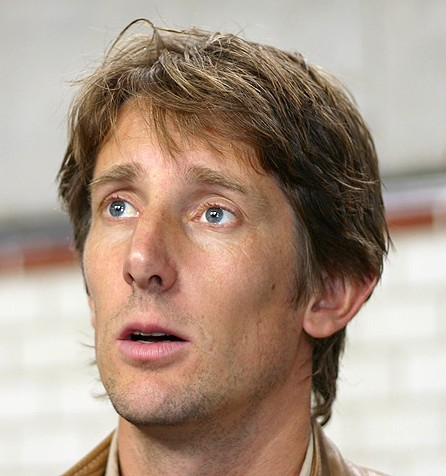
Edwin van der Sar (* 1970)

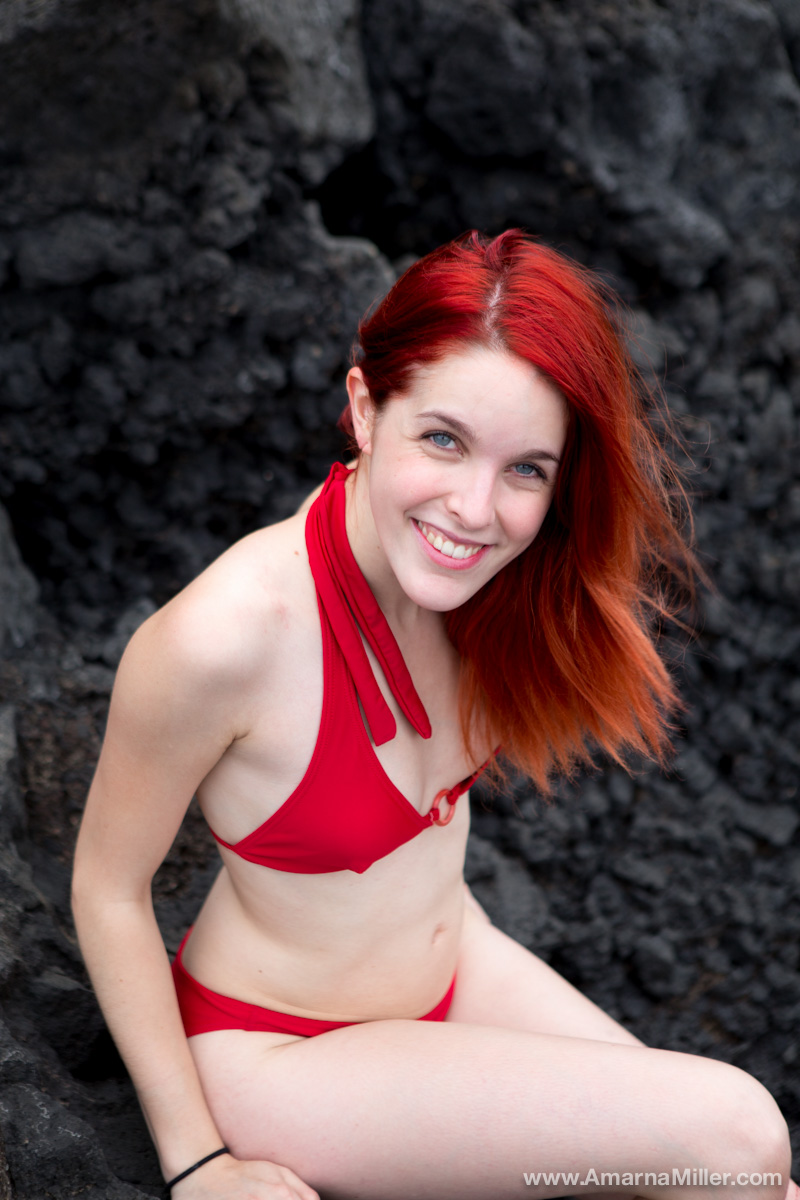
Amarna Miller (* 1990)

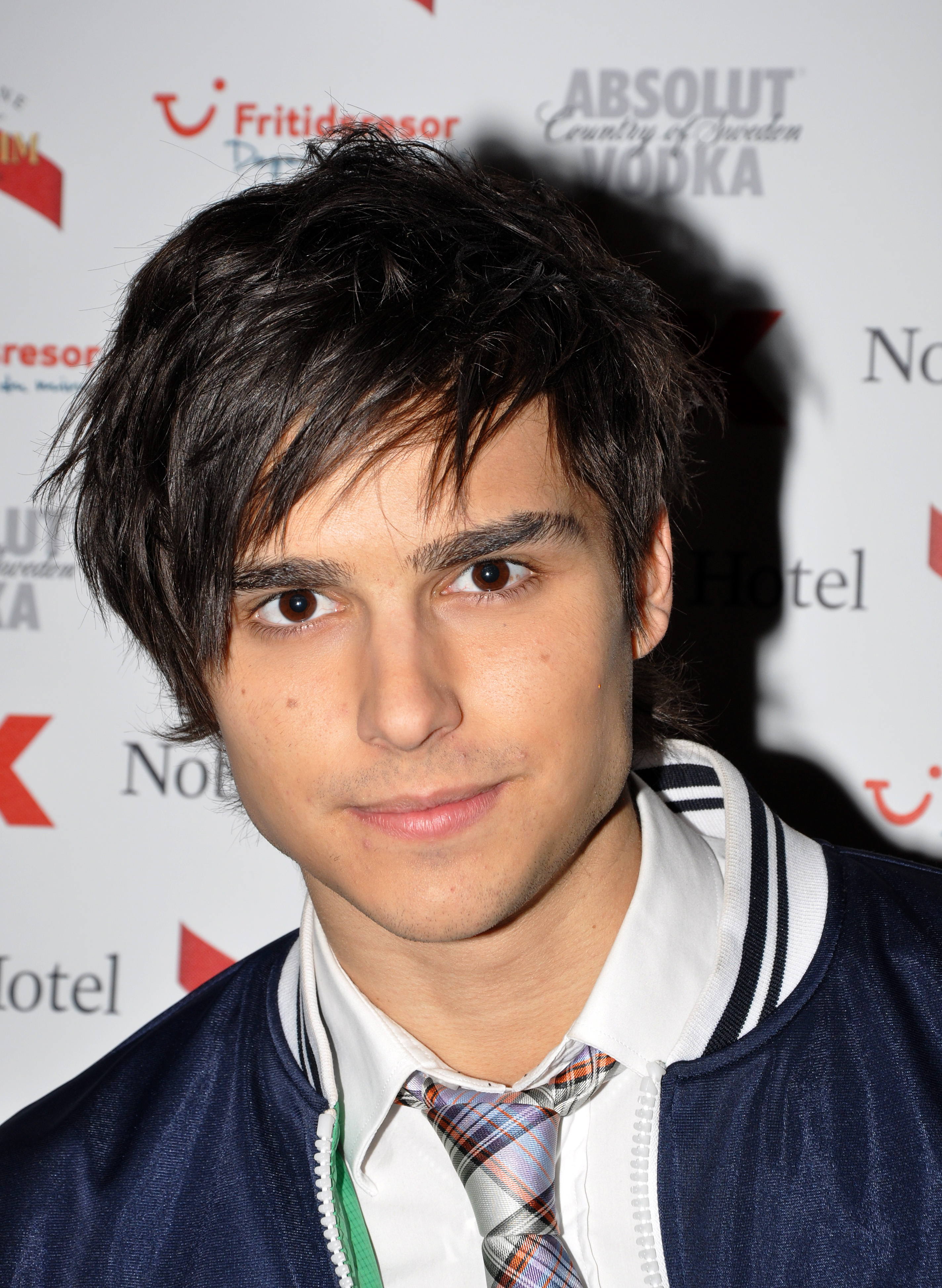
Eric Saade (* 1990)

- 1507 – Fernando Álvarez de Toledo, 3. vévoda z Alby, španělský generál a nizozemský guvernér († 11. prosince 1582)
- 1691 – Kateřina Ivanovna, dcera ruského cara Ivana V. († 14. června 1733)
- 1705 – Gerhard Friedrich Müller, německý historik († 1783)
- 1733 – Gottfried van Swieten, rakouský diplomat a milovník hudby († 29. března 1803)
- 1790 – Adolf Diesterweg, německý pedagog († 7. července 1866)
- 1796 – Štefan Moyzes, slovenský biskup, pedagog a národní buditel († 5. července 1869)
- 1811 – Louis Blanc, francouzský politik a historik († 6. prosince 1882)
- 1816 – Ferdinand II. Portugalský, portugalský král († 15. prosince 1885)
- 1822 – Mieczysław Halka-Ledóchowski, arcibiskup poznaňsko-hnězdenský, kardinál († 22. července 1902)
- 1831 – Othniel Charles Marsh, americký paleontolog († 18. března 1899)
- 1837 – John Herschel, anglický plukovník, geodet a astronom († 1921)
- 1839 – Imre Steindl, maďarský architekt († 31. srpna 1902)
- 1852 – Elizabeth Flint Wade, americká spisovatelka a fotografka († 1915)
- 1857
  - Theodor Escherich, německý bakteriolog († 15. února 1911)
  - Konrad Haebler, německý historik († 13. prosince 1946)
- 1861 – Antoine Bourdelle, francouzský sochař a malíř († 1. října 1929)
- 1875 – Marie Edinburská, rumunská královna († 10. července 1938)
- 1879
  - Otto Lange, německý malíř a grafik († 19. prosince 1944)
  - Franz von Papen, německý politik († 2. května 1969)
- 1880 – Abram Ioffe, ruský fyzik († 14. října 1960)
- 1882 – Jean Giraudoux, francouzský spisovatel, dramatik a diplomat († 31. ledna 1944)
- 1885 – Lajos Tihanyi, maďarský a francouzský malíř († 11. června 1938)
- 1888 – Ernst Sommer, český, německy píšící spisovatel († 20. října 1955)
- 1890
  - Alfredo kardinál Ottaviani, prefekt Kongregace pro nauku víry († 3. srpna 1979)
  - Hans Valentin Hube, generálplukovník německého Wehrmachtu († 21. dubna 1944)
- 1897 – Joseph Goebbels, nacistický říšský ministr propagandy († 1. května 1945)
- 1900 – Andrej Bagar, slovenský herec a divadelní režisér († 31. července 1966)
- 1910 – Alfred Jules Ayer, anglický filozof († 27. června 1989)
- 1915 – Vermont Garrison, americký vojenský pilot († 14. února 1994)
- 1917 – Harold Garfinkel, americký sociolog († 21. dubna 2011)
- 1919 – Bohuslav Cambel, slovenský geochemik a geolog († 9. června 2006)
- 1920
  - Shin Hyon Hwak, ministerský předseda Jižní Koreje († 26. dubna 2007)
  - Baruj Benacerraf, americký imunolog, Nobelova cena 1980 († 2. srpna 2011)
- 1923
  - Gerda van der Kade-Koudijs, nizozemská atletka, skokanka do dálky († 19. března 2015)
  - Carl Djerassi, rakousko-americký chemik († 30. ledna 2015)
- 1924 – Zbigniew Herbert, polský básník († 28. července 1998)
- 1925
  - Zoot Sims, americký saxofonista († 23. března 1985)
  - Robert Hardy, anglický herec († 3. srpna 2017)
- 1926 – Jon Vickers, kanadský operní pěvec-tenor († 10. července 2015)
- 1929 – Jevgenij Primakov, premiér Ruska († 26. června 2015)
- 1930
  - Niki de Saint Phalle, francouzská malířka a sochařka († 21. května 2002)
  - Omara Portuondo, kubánská zpěvačka
- 1934 – Jimmy Woods, americký saxofonista († 29. března 2018)
- 1935 – Isao Takahata, tvůrce japonských animovaných filmů – anime († 5. dubna 2018)
- 1938 – Ellen Johnsonová-Sirleafová, 24. prezidentka Libérie
- 1939 – Rob Nilsson, americký herec a režisér
- 1940 – Frida Boccara, francouzská zpěvačka († 1. srpna 1996)
- 1942 – Bob Ross, americký malíř, učitel umění a televizní moderátor († 4. července 1995)
- 1944
  - Magdalena Zawadzka, polská divadelní, filmová a televizní herečka
  - Denny Laine, anglický písničkář a multiinstrumentalista († 5. prosince 2023)
- 1946 – Peter Green, britský blues-rockový kytarista
- 1947 – Richard Dreyfuss, americký herec
- 1948 – Charles Maung Bo, myanmarský kardinál
- 1949
  - James Williamson, americký kytarista, člen skupiny The Stooges
  - Alun Ffred Jones, velšský politik
  - Eva Máziková, slovenská zpěvačka
- 1950
  - Abdullah Gül, turecký prezident
  - Rino Gaetano, italský skladatel, textař, zpěvák a herec († 2. června 1981)
- 1951 – Tiff Needell, britský automobilový závodník, pilot Formule 1
- 1952 – Valerij Tokarev, ruský kosmonaut
- 1953 – Denis Potvin, kanadský lední hokejista
- 1954
  - Lee Child, britský spisovatel akčních thrillerů
  - Siegrun Sieglová, německá atletka, olympijská vítězka v pětiboji
- 1956 – Kazujo Sedžimaová, japonská architektka
- 1958
  - Blažej Baláž, slovenský malíř, grafik
  - Stefan Dennis
- 1960 – Fabiola Gianotti, italská částicová fyzička a generální ředitelka CERNu
- 1967 – Rufus Sewell, britský herec
- 1968 – Johann Olav Koss, norský rychlobruslař a čtyřnásobný olympijský vítěz
- 1970 – Philip Cocu, nizozemský fotbalista, Edwin van der Sar nizozemský fotbalista
- 1971 – Winona Ryder, americká herečka
- 1973 – Robert Pirès, francouzský fotbalista
- 1977 – Wilfredo García, kubánský zápasník
- 1984 – Eric Staal, kanadský hokejista
- 1986 – Myriam Soumaréová, francouzská atletka, sprinterka
- 1989 – Primož Roglič, slovinský silniční cyklista
- 1990
  - Eric Saade, švedský popový zpěvák
  - Dmitrij Kulikov, ruský hokejista
- 1991
  - Tom Devriendt, belgický silniční cyklista
  - Eben Etzebeth, jihoafrický ragbista
  - Michael Hooper, australský ragbista
- 1993
  - Alberto Bettiol, italský silniční cyklista
  - India Eisleyová, americká herečka
  - Julián Montoya argentinský ragbista
- 1996
  - Astrid S, norská zpěvačka a hudební skladatelka
  - Vince Dunn, kanadský hokejista
  - Mikko Rantanen, finský hokejista

## Úmrtí

### Česko

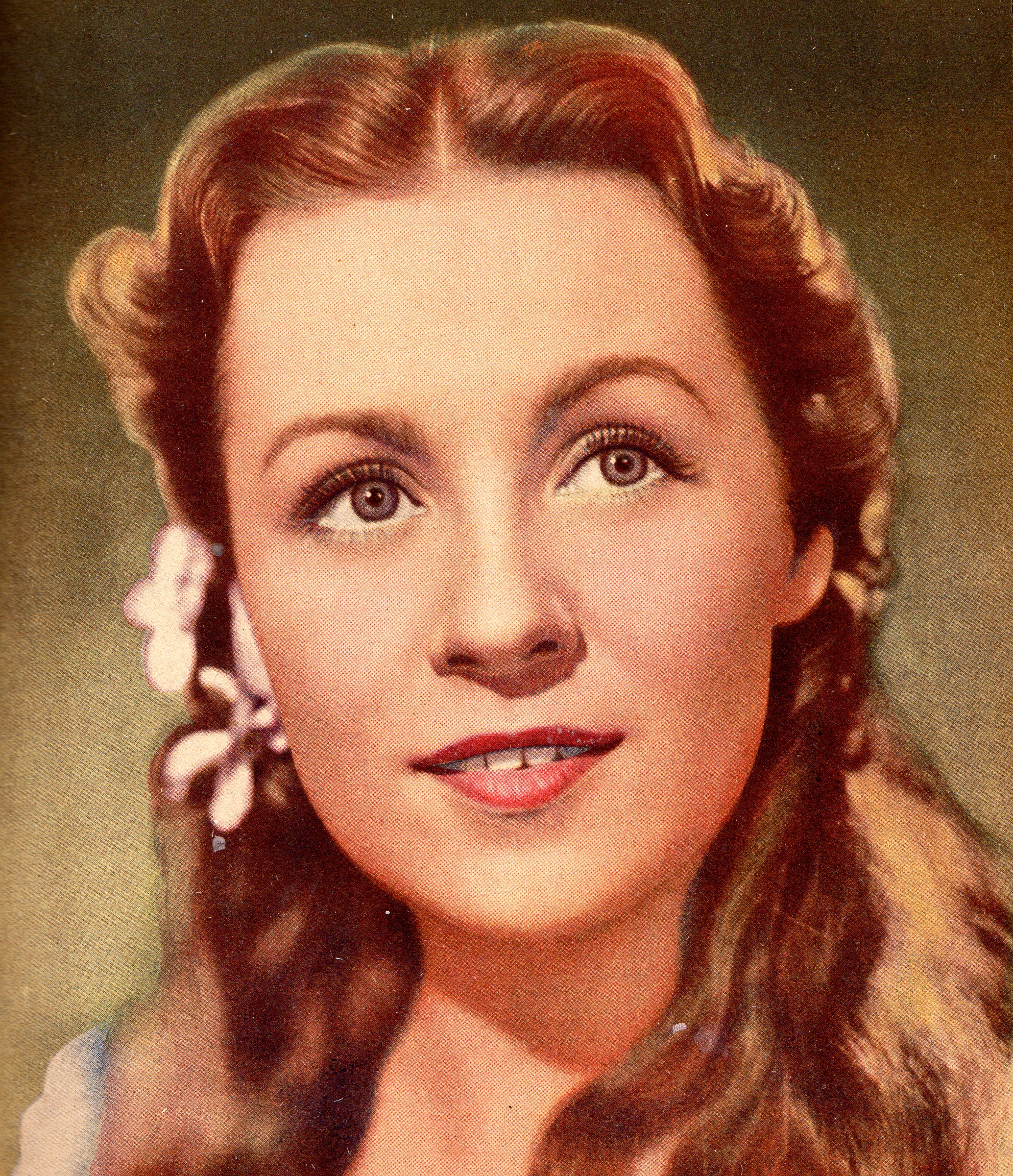
Nataša Gollová († 1988)

- 1589 – Petr Codicillus z Tulechova, český humanista, matematik, astronom a básník (* 24. února 1533)
- 1919
  - Jakub Seifert, herec a režisér (* 9. ledna 1846)
  - Antonín Burjan, brněnský středoškolský profesor a matematik (* 27. prosince 1841)
- 1930 – Karel Ladislav Kukla, spisovatel (* 29. ledna 1863)
- 1961 – Zdeněk Folprecht, český hudební skladatel a dirigent (* 26. ledna 1900)
- 1984 – Jan Budík, účastník Československého protinacistického odboje (* 5. července 1905)
- 1988 – Nataša Gollová, česká herečka (* 27. února 1912)
- 1989 – Rudy Kovanda, český bavič, zpěvák a sportovec (* 21. února 1949)
- 1993 – Zdeněk Podskalský, režisér a herec (* 18. února 1923)
- 1997 – František Domažlický, houslista a skladatel (* 13. května 1913)
- 1999 – Zdeněk Tomáš, český dirigent a sbormistr (* 15. října 1915)
- 2003 – Jaroslav Mareš, herec (* 24. dubna 1921)
- 2007 – Jarmila Loukotková, česká spisovatelka a překladatelka (* 14. dubna 1923)
- 2011 – Mojmír Fučík, lékař, profesor UK (* 18. července 1913)
- 2014 – Petr Zvolský, český psychiatr (* 12. září 1933)

### Svět

Jean le Rond d'Alembert († 1783)

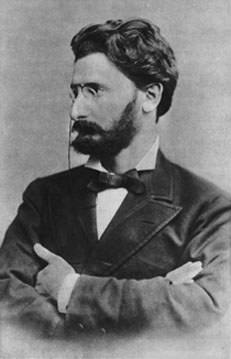
Joseph Pulitzer († 1911)

- 1266 – Markéta Babenberská, první manželka Přemysla Otakara II., česká královna (* ? 1205)
- 1268
  - Fridrich I. Bádenský (markrabě), markrabě bádenský a veronský(* asi 1249)
  - Konradin, vévoda švábský, král sicilský král jeruzalémský (* 25. března 1252)
- 1321 – Štěpán Uroš II. Milutin, srbský král
- 1348 – Eleonora Portugalská, královna Aragonie, Valencie, Sardinie, Korsiky a Mallorky (* 1328)
- 1596 – Alonso de Ercilla, španělský básník a voják (* 7. srpna 1533)
- 1603 – Irina Godunovová, ruská carevna (* 1557)
- 1618 – Sir Walter Raleigh, anglický dobrodruh a spisovatel (* 1554)
- 1707 – Maria Clara Eimmart, německá astronomka a ilustrátorka (* 27. března 1676)
- 1783 – Jean le Rond d'Alembert, francouzský matematik a encyklopedista (* 16. listopadu 1717)
- 1812 – Claude François de Malet, francouzský generál (* 28. června 1754)
- 1829 – Maria Anna Mozartová, sestra Wolfganga Amadea Mozarta (* 30. července 1751)
- 1838 – Ivan Kotljarevskyj, ukrajinský spisovatel (* 9. září 1769)
- 1872 – Pierre Charles Fournier de Saint-Amant, francouzský šachový mistr (* 12. září 1800)
- 1873 – Jan I. Saský, saský král (* 12. prosince 1801)
- 1889 – Nikolaj Gavrilovič Černyševskij ruský spisovatel, filosof a revolucionář (* 24. července 1828)
- 1897 – Henry George, americký ekonom, politik a novinář (* 2. září 1839)
- 1901 – Leon Czolgosz, atentátník, zabil amerického prezidenta Williama McKinleyho (* 1. ledna 1873)
- 1902 – Pavol Markovič, slovenský spisovatel, a evangelický kněz (* 20. prosince 1829)
- 1905 – Étienne Desmarteau, kanadský olympijský vítěz v hodu břemenem z roku 1904 (* 4. února 1873)
- 1911 – Joseph Pulitzer, maďarsko-americký novinář, zakladatel Pulitzerovy ceny (* 10. dubna 1847)
- 1918 – Rudolf Tobias, estonský skladatel a varhaník (* 29. května 1873)
- 1921
  - Paolo Albera, rector major salesiánů (* 6. června 1852)
  - Wilhelm Heinrich Erb, německý neurolog (* 30. listopadu 1840)
- 1927 – Leonard Nelson, německý matematik a profesor filosofie (* 11. července 1882)
- 1932 – Reveriano Soutullo, španělský hudební skladatel  (* 11. července 1880)
- 1933 – Albert Calmette, francouzský bakteriolog a imunolog (* 12. července 1863)
- 1941
  - Alexandr Nikolajevič Afinogenov, ruský sovětský novinář, spisovatel a dramatik (* 4. dubna 1904)
  - Bruno Cassirer, oxfordský vydavatel a galerista (* 12. prosince 1872)
- 1947 – Frances Clevelandová, manželka prezidenta USA Grovera Clevelanda (* 21. července 1864)
- 1950 – Gustav V., švédský král (* 16. června 1858)
- 1956 – Louis Rosier, francouzský automobilový závodník (* 5. listopadu 1905)
- 1957 – Louis B. Mayer, americký filmový producent (* 12. července 1884)
- 1959 – Sisavang Vong, král Laosu, král z Luang Prabangu (* 14. července 1885)
- 1971
  - Arne Tiselius, švédský biochemik, Nobelova cena za chemii 1948 (* 10. srpna 1902)
  - Duane Allman, americký kytarista (* 20. listopadu 1946)
- 1984 – Howard Hibbard, americký historik umění (* 23. května 1928)
- 1987 – Woody Herman, americký hudebník (* 16. května 1913)
- 1988 – Thomas Benjamin Cooray, srílanský arcibiskup a kardinál (* 28. prosince 1901)
- 1991 – Mario Scelba, premiér Itálie (* 5. září 1901)
- 1994 – Šlomo Goren, vrchní vojenský rabín izraelské armády (* 3. února 1917)
- 1995 – Rudolf Zuber, kněz, církevní historik (* 23. ledna 1912)
- 1996 – Fritz Kruspersky, německý scénograf a malíř (* 28. prosince 1911)
- 1997 – Anton Szandor LaVey, zakladatel a velekněz Církve Satanovy (* 11. dubna 1930)
- 2003 – Hal Clement, americký spisovatel science fiction (* 30. května 1922)
- 2006 – Runer Jonsson, švédský spisovatel (* 29. června 1916)
- 2008 – William Wharton, americký spisovatel  (* 7. listopadu 1925)
- 2010 – George Hickenlooper, americký režisér (* 25. května 1963)
- 2011
  - Walter Norris, americký klavírista (* 27. prosince 1931)
  - Robert Lamoureux, francouzský filmař a divadelník (* 4. ledna 1920)

## Svátky

### Česko
- Silvie, Silvána, Sylva
- Narcis, Narcisa

Katolický kalendář
- Svatý Narcis (jméno)

### Svět
- Mezinárodní den péče a podpory
- Světový den mrtvice
- Turecko: Den republiky

| 29. říjen v pražském KlementinuÚdaje jsou platné k 8. 7. 2025. | 29. říjen v pražském KlementinuÚdaje jsou platné k 8. 7. 2025. | 29. říjen v pražském KlementinuÚdaje jsou platné k 8. 7. 2025. |
| minimum                                                        | denní průměr                                                   | maximum                                                        |
| -------------------------------------------------------------- | -------------------------------------------------------------- | -------------------------------------------------------------- |
| −5,3 °C (1786)                                                 | 7,9 °C (od 1961)                                               | 19,3 °C (2024)                                                 |